# Claire Lefilliâtre

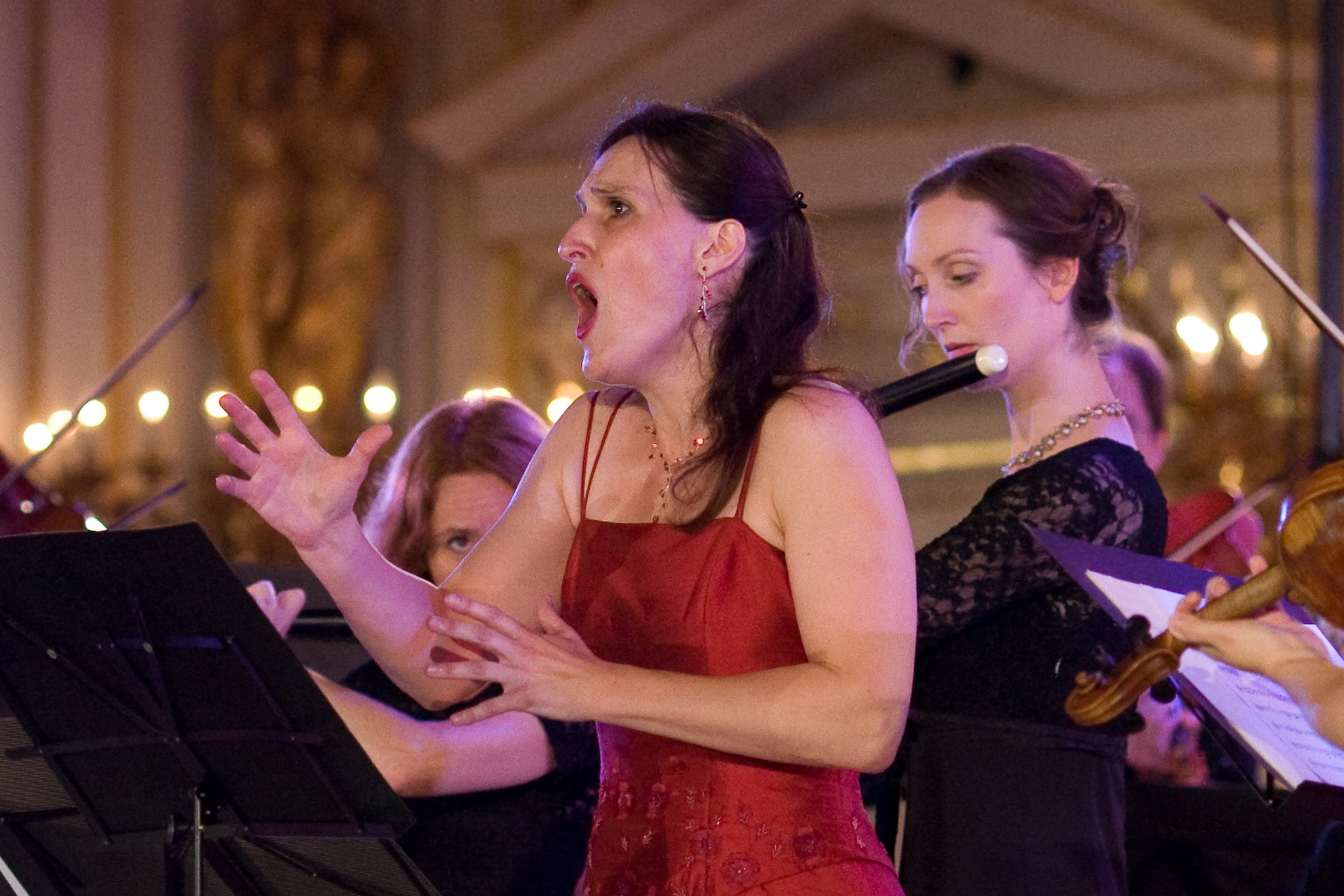
Claire Lefilliâtre, Římská slavnost, Arte dei Suonatori a Collegium Marianum, 6. srpen 2013, Španělský sál, Praha, festival Letní slavnosti staré hudby, foto: Anna Chlumská

Claire Lefilliâtre je francouzská sopranistka, specializující se na barokní repertoár.

## Život

### Odborná studia
Claire Lefilliâtre začala v šestnácti letech studovat zpěv na Conservatoire National de Région de Caen, kde absolvovala v oboru zpěv a dějiny hudby. Současně studovala divadelní a filmové umění na univerzitě v Caen. Dále pokračovala ve studiu na hudební konzervatoři l'ENM v Alençonu, kde byli jejími profesory Alain Buet a Raphaël Sikorski (hlasový projev), Eugèn Green (barokní deklamace), Benjamin Lazar (barokní gestika) a Agnès de Brunhoff (jevištní pohyb). Jejími vzory jsou sopranistky Montserrat Figueras, Jill Feldman a tenorista Howard Crook. Přesto, že se specializuje na starou hudbu, zajímá se živě i o francouzskou hudbu 19. a 20. století.

### Hudební kariéra
Díky zkušenostem s barokním repertoárem se od roku 1999 stala hlavní interpretkou francouzského hudebního souboru Le Poème Harmonique, jehož zakladatelem a dirigentem je Vincent Dumestre. Od téhož roku vycházejí u hudebního vydavatelství Alpha jejich společné nahrávky, které neušly pozornosti odborného tisku (Le Monde de la Musique, Diapason, Répertoire...), zabývajícího se poznáváním nových postupů v interpretaci barokní hudby.
V letech 2004–2011 vystupovala s úspěchem v komedii-baletu autorů Moliéra a Jeana-Baptista Lullyho Měšťák šlechticem. S tímto představením pak soubor Le Poème Harmonique vystupoval na mnoha místech Francie i Evropy, mimo jiné i 24. března 2006 v Praze (v pražském představení ale tuto roli zpívala Anne Magouët). Nahrávka představení byla oceněna cenou Grand Prix du Disque et du DVD de l'Académie Charles-Cros, v kategorii barokní hudby. Na realizaci tohoto představení se podíleli i čeští hudebníci z orchestru Musica Florea pod vedením Marka Štryncla.
Na mezinárodním festivalu barokní hudby v Ambronay v roce 2006 se představila v titulní roli opery La Vita Humana skladatele Marca Marazzoliho.
V letech 2009–2010 účinkovala v inscenací opery Cadmus et Hermione skladatele Jeana-Baptiste Lullyho v režii Benjamina Lazara, se souborem Le Poème Harmonique, na mnoha místech Francie.
Zároveň byla, pro svůj cílený zájem o francouzskou a italskou hudbu 17. století, zvána k vystoupením na operním divadle Teatro La Fenice v Benátkách a s dalšími známými soubory jako jsou Les Corsaires du Roy, Suonar e cantar nebo La Maitrise du Centre de Musique Baroque de Versailles. I s těmi pořídila řadu nahrávek u různých hudebních vydavatelství.
V rámci svých vystoupení účinkovala na známých francouzských divadelních a operních scénách jako jsou Théâtre national de l'Opéra-Comique v Paříži, Opéra de Rouen, Opéra-Théâtre d'Avignon i ve významných koncertních sálech po celém světě (Utrecht, Petrohrad, Barcelona, Řím, Budapešť, Brusel, Amsterdam, Tokio, New York, Buenos Aires, Šanghaj aj.).
V současné době se, kromě koncertování a nahrávání, účastní i nových hudebně divadelních projektů, většinou v režii Benjamina Lazara.

### Vystoupení v Česku
- 2009 - Večer v Benátkách, se souborem Le Poème Harmonique, 11. srpna 2009, Rudolfinum, Letní slavnosti staré hudby.[3][4]

- 2013 - Římská slavnost, spolu se soubory Arte dei Suonatori z Polska a Collegium Marianum z České republiky, 6. srpna 2013, Španělský sál, Praha, Letní slavnosti staré hudby[5]

## Dílo

### Discografie (výběr)

#### Nahrávky se souborem Le Poème Harmonique
dirigent: Vincent Dumestre, hudební vydavatelství: Alpha
- 1999 L'Humaine Comédie, skladatel: Etienne Moulinié, doprovod: Sophie Watillonová a Friederike Heumannová
- 2001 Aux Marches du Palais
- 2001 Lamentations, skladatel: Emilio de Cavalieri
- 2002 Le Consert des Consorts, skladatel: Pierre Guédron, doprovod: Sophie Watillonová a Friederike Heumannová
- 2002 Il Fasolo?
- 2002 Tenebrae, skladatel: Michel Richard Delalande
- 2003 Nova Metamorfosi
- 2003 Je meurs sans mourir, skladatel: Antoine Boesset
- 2004 Plaisir d'amour, doprovod Brice Duisit a Isabelle Druetová
- 2005 Le Bourgeois Gentilhomme (Měšťák šlechticem), Molière a Jean-Baptiste Lully, (DVD)
- 2007 Carnets de voyages, skladatel: Charles Tessier
- 2008 Cadmus et Hermione, skladatel: Jean-Baptiste Lully, libreto: Philippe Quinault (DVD)[6]
- 2010 Combattimenti, skladatelé: Claudio Monteverdi a Marco Marazzoli (včetně Lamento della Ninfa)[7]

#### Ostatní nahrávky
(v závorkách jsou uvedena hudební vydavatelství)
- Mottets à une et deux voix, skladatel: André Campra, doprovod: Rafaphaële Kennedyová a soubor Da Pacem (Arion)
- Madrigali e Altre Musiche Concertate, skladatel: Tarquinio Merula, soubor: Suonare e Cantare (Pierre Verany)
- Muse honorons l'illustre et grand Henry, skladatel: Claude Lejeune, soubor: Les Pages & les Chantres du Centre de Musique Baroque de Versailles, dir. Olivier Schneebeli (Alpha)
- Histoire de la nativité, skladatel: Heinrich Schütz, doprovod: Hans-Jörg Mammel a sbor Chœur de chambre de Namur, soubor: La Fenice, dir. Jean Tubéry (K617)
- Te Deum, skladatel: Marc-Antoine Charpentier, doprovod: sbor Chœur de chambre de Namur, soubor: La Fenice, dir. Jean Tubéry (Ricercar)
- Christ lag in Todesbanden, skladatel: Johann Pachelbel, doprovod: sbor Chœur de chambre de Namur, soubor: Les Agrémens, dir. Jean Tubéry (Ricercar)

### Filmografie
- Les Enfants de Molière et de Lully (Děti Moliéra a Lullyho) 2005, dokumentární film o vzniku představení Měšťák šlechticem souboru Le Poème Harmonique, režie Martin Fraudreau.[8]